# 夏征舒

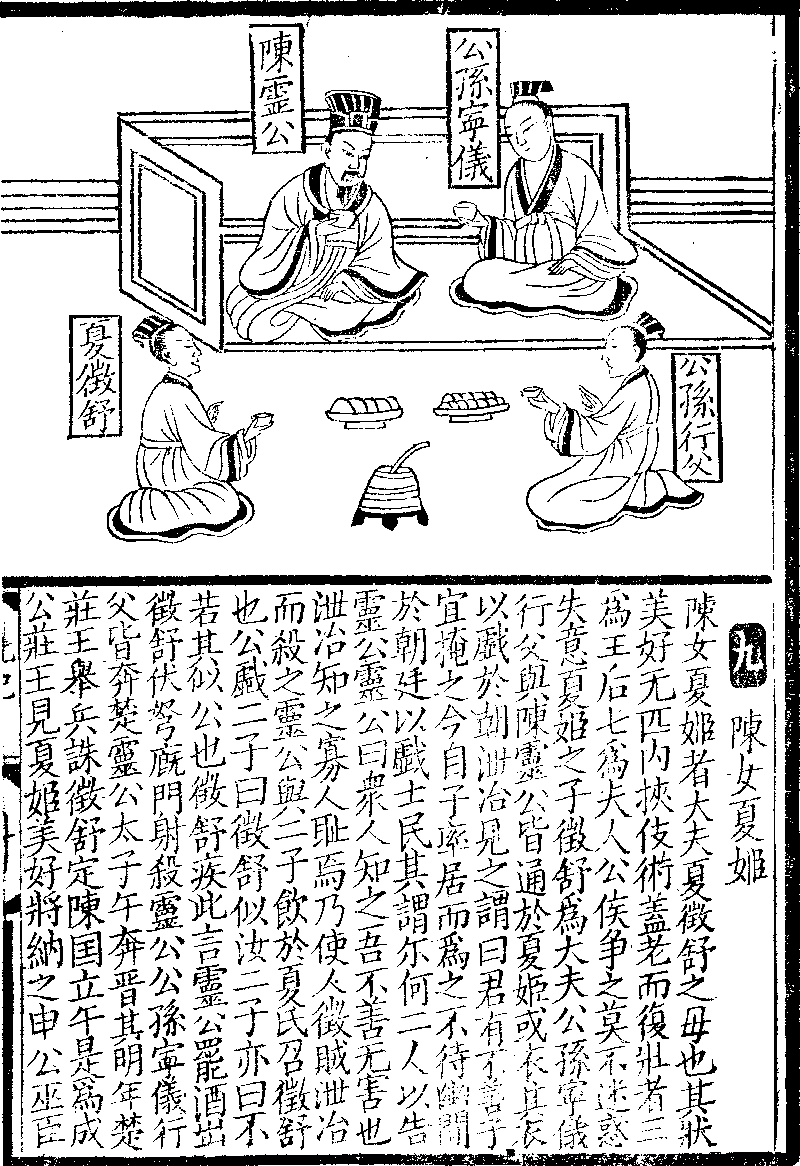
《新刊古列女傳》陳女夏姬

夏徵舒（？—前598年），媯姓，夏氏，名徵舒，又號子南，春秋时期政治人物。因為母親夏姬與陳靈公等數人通姦，徵舒受陳靈公侮辱，憤而弒君，自立為陳侯，後遭楚莊王處死。

## 生平
祖父为陈宣公之子公子少西，父为公孙御叔，因祖父公子少西、字子夏，依惯例以王父（祖父）字为氏。母为郑穆公之女，即大名鼎鼎的美女夏姬。
陈灵公十四年，灵公与陈国大夫孔宁、仪行父和夏姬通姦，并且把夏姬的内衣拿到朝堂上炫耀，大夫泄冶上谏被杀。次年，三人到夏家饮酒，靈公侮辱夏徵舒，说「夏徵舒长的很像你们两个。」，兩人也說「他也和你很像。」夏徵舒十分愤怒，遂杀陈灵公。孔宁、仪行父出奔楚国，灵公太子午奔晋国。徵舒自立为陈侯。
陈成公元年冬，楚庄王伐陈，車裂夏徵舒，意併為郡縣。後申叔時建議，改立太子午為陈侯。

## 子孙
- 子：夏晋，夏惠子
  - 孙：夏御寇
    - 曾孙：夏啮，陈国大夫夏啮是夏徵舒的曾孙。[1]